# St. Kilian (Schweinfurt)
Koordinaten: 50° 2′ 45,1″ N, 10° 13′ 11,5″ O
Die römisch-katholische Kirche St. Kilian in Schweinfurt, auch Kilianskirche genannt, ist einer von neun Kirchenräumen der Stadtpfarrei Heilig Geist Schweinfurt und besitzt eines der größten Kirchenfenster Deutschlands. Sie wird in der Stadtgeschichte auch als Kilianskirche III bezeichnet.

## Geschichte

### Alte Kilianskirche
Am gleichen Standort befand sich seit 1927 die alte Kilianskirche mit dem Patrozinium des heiligen Kilian, einem irischen Missionar, der der Legende nach 689 in Würzburg ermordet wurde. 
Am 23. Juli 1926 wurde der Grundstein zur neuen Tochterkirche der Heilig-Geist-Kirche gelegt, die am 13. November 1927 eingeweiht wurde. Architekt Peter Krammer aus Schweinfurt schuf eine neubarocke Saalkirche, mit einem hohen, weithin sichtbaren Zwiebelturm, der zu einem Wahrzeichen der Stadt wurde. 
Das Fresko an der Wand des Chors schuf Martin Amorbach, ein Relief der Heiligen Dreifaltigkeit und Figuren Bildhauer Heinrich Söller aus Schweinfurt, das Altarkreuz Balthasar Schmitt, Stuckdekorationen und Kanzel Karl Killer und den Kreuzweg Kunstmaler Hans Schellinger, die drei letztgenannten alle aus München.

### Zerstörung und Wiederaufbau
Diese Kirche wurde im Zweiten Weltkrieg sehr stark beschädigt. Der Turm blieb im Wesentlichen erhalten, das Kirchenschiff wurde ausgebombt und die südliche Außenmauer dabei völlig zerstört. Die US-amerikanischen Truppen marschierten am 11. April 1945 in Schweinfurt ein. Einen Tag später starb der amerikanische Präsident Franklin D. Roosevelt und die Amerikaner hielten an diesem Tag an der Kirchenruine eine Trauerfeier ab. In der Vorhalle der Ruine wurde kurz nach dem Krieg ein provisorischer Theatersaal eingerichtet, da der eigentliche Theatersaal der Stadt zerstört war.
Im Jahr 1952 begann der Würzburger Dombaumeister Hans Schädel mit dem Neubau der Kirche, unter Verwendung vorhandener Umfassungsmauern, hauptsächlich vom Turm. Am 20. September 1953 weihte Bischof Julius Döpfner die neue Kirche.

Alte Kirche während des Baus 8. April 1927
Wie links 1927
Innenraum um 1939
Zerstörte Kirche um 1946
Zerstörte Kirche mit neu errichtetem Pfarrhaus (vgl. Bild links daneben) vor 1952

## Beschreibung der neuen Kirche

### Bauwerk

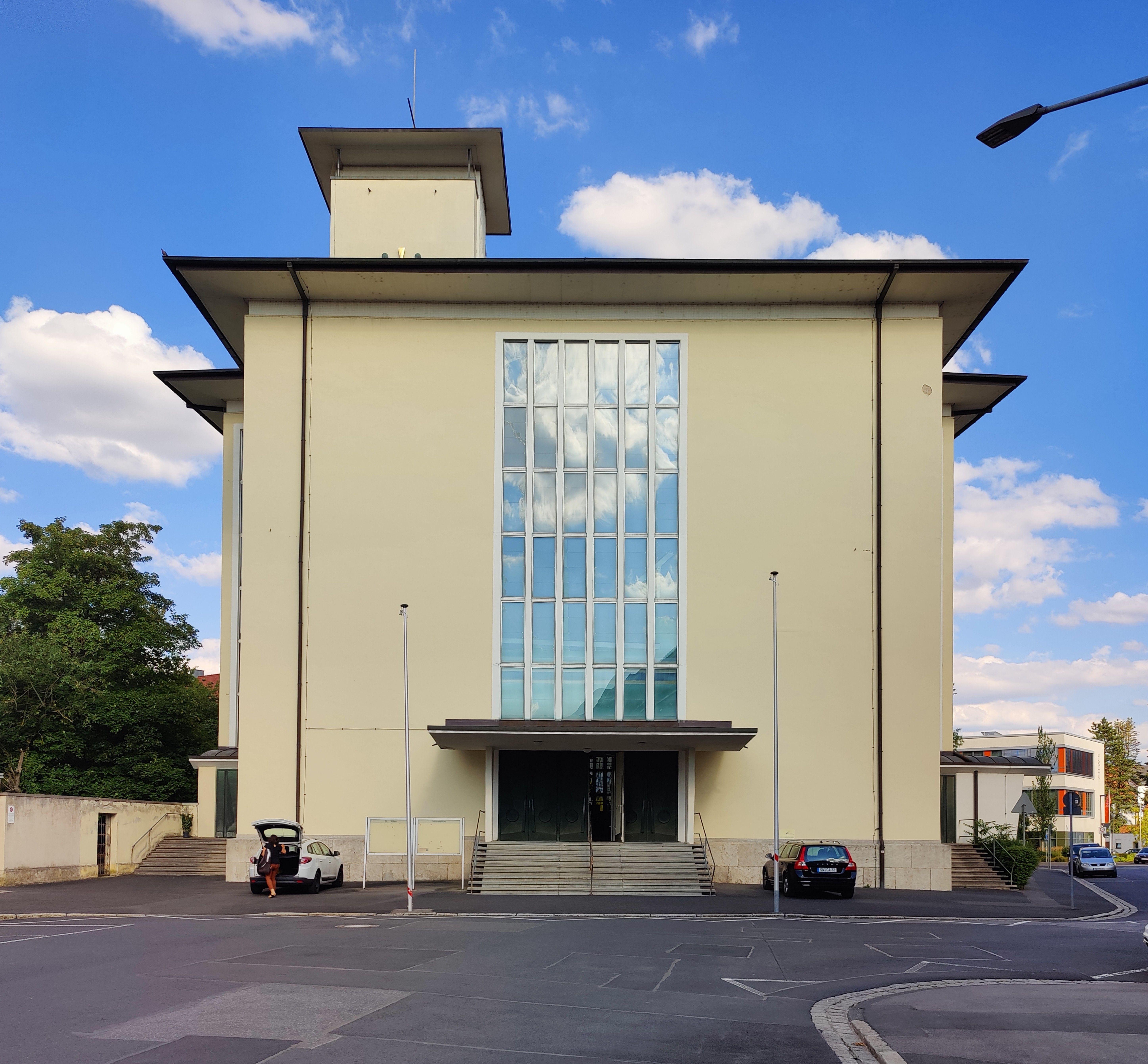
Westseite mit Haupteingang

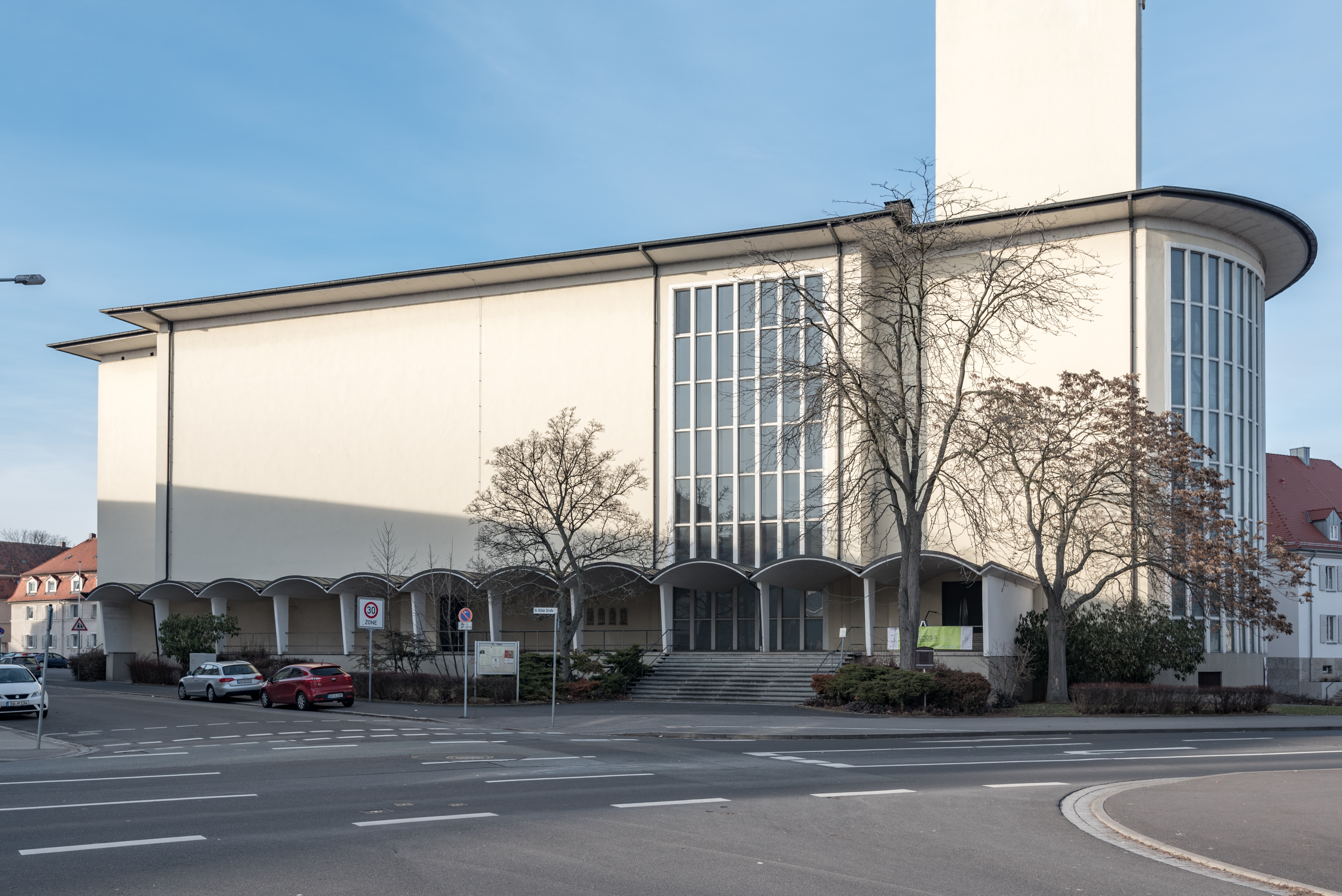
Südseite mit Bogengang

Die Kirche wurde wieder in Form einer Saalkirche errichtet, als großer, flachgedeckter Bau in Tradition des Weimarer Bauhauses. Im trapezförmigen Grundriss führen die Wände des Langhauses zum Altar hin. Der Chor weist nach Osten. An der Nordseite befindet sich nach wie vor der Kirchturm, mit den Außenmauern des Vorgängerbaus. Auch er hat ein Flachdach. An der Südseite des Langhauses ist ein Bogengang angefügt.

### Ausstattung

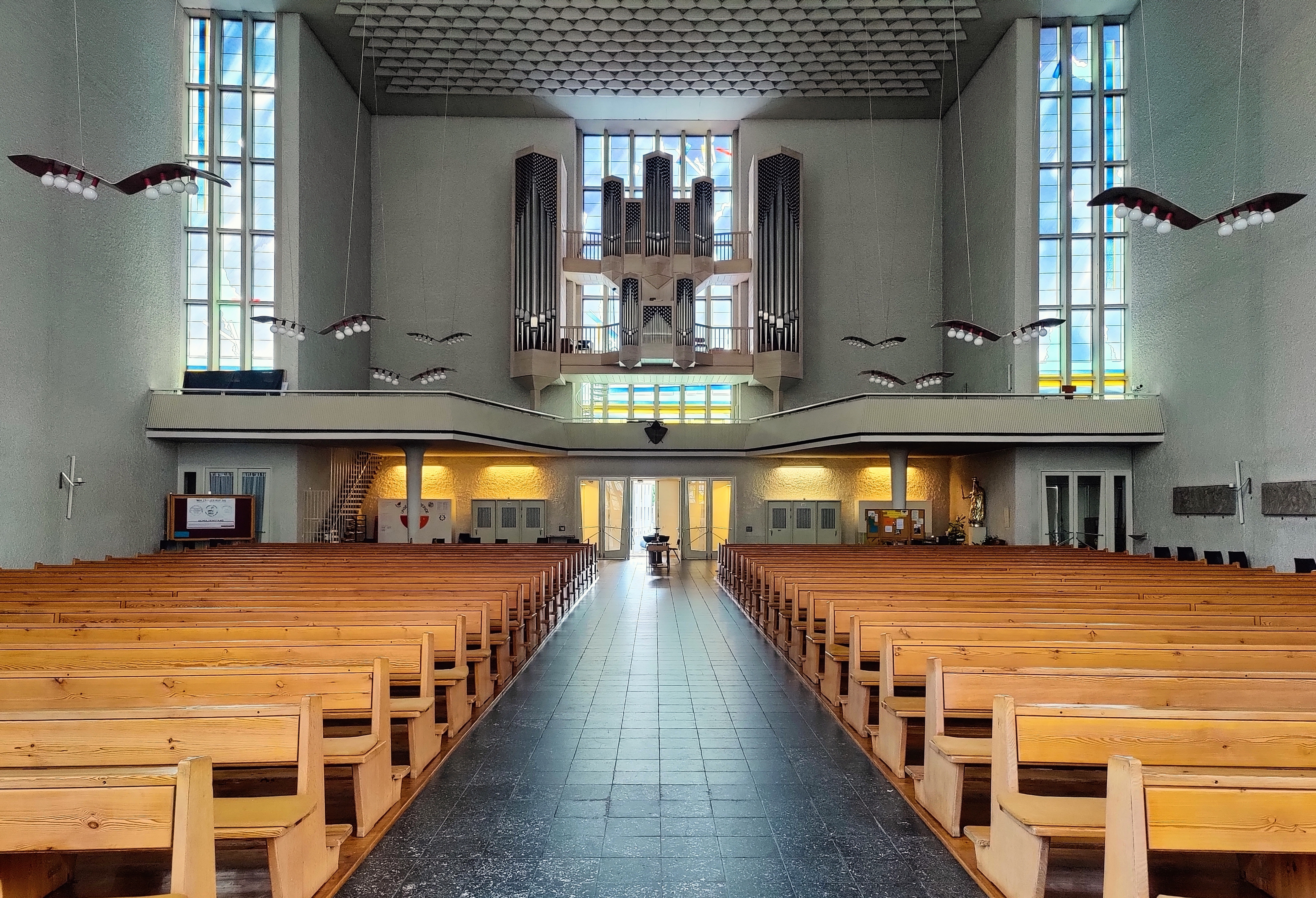
Innenraum, Blick zur Orgel (2022)

Die Orgel auf der Orgelempore an der Westseite über den Hauptportalen wurde 1990 von Orgelbau Sandtner erbaut. Das mechanische Schleifladeninstrument besitzt 41 Register auf drei Manualen und Pedal. Der vordere Bereich der Saalkirche nahe dem Chor dient als Werktagskirche und wird von einem Baldachin überspannt.
Das 250 Quadratmeter große Chorfenster ist ein 1953 geschaffenes Werk von Georg Meistermann; es gilt als eines der größten Kirchenfenster Deutschlands. Es ist mit Ausnahme von zwölf Fischen abstrakt gestaltet und trägt den Titel „Aussendung des Heiligen Geistes“.
Über dem Volksaltar hängt ein großes Bronze-Kruzifix von Julius Bausenwein. Ein Hochaltar ist nicht vorhanden. An die Stelle der Seitenaltäre treten Reliefs aus Stein, ebenso an der nördliche Wand des Langhauses, die wiederum von Heinrich Söller ausgeführt wurden. Im Langhaus befindet sich eine vergoldete Figur der Muttergottes.

### Umbau des Chorraums zur Jugendkirche
Ab 2008 traf sich in Schweinfurt regelmäßig eine Jugendkirchen-Projektgruppe, deren Gottesdienste in der Regel bereits in der Kirche St. Kilian stattfanden. Als 2014 die Kirchliche Jugendarbeit (kja) neue Räume und Büros direkt neben der Kirche bezogen, erhielt die Jugendkirche den Namen „kross“. Ein Umbau des Chorraums war in greifbarer Nähe, doch bis zu den ersten Baumaßnahmen dauerte es noch bis ins Jahr 2017. An Pfingsten 2018 wurde der mit neuer Technik, neuer Bestuhlung und neuem Altar ausgestattete Raum seiner Bestimmung übergeben und dient seitdem unter der Bezeichnung „krosskirche“ als Gottesdienstraum für „kross – Junge Kirche Schweinfurt“. Verantwortlich hierfür sind der BDKJ in Stadt- und Landkreis Schweinfurt sowie die Kirchliche Jugendarbeit der Diözese Würzburg.

### Geläut
Das Geläut der neubarocken Kilianskirche, ein „Salve Regina“-Motiv, ist noch erhalten. Es wurde von der Glocken- und Metallgießerei der Gebrüder Klaus in Heidingsfeld gegossen.
| Nummer | Name           | Schlagton | Gewicht | Durchm. | Gussjahr |
| ------ | -------------- | --------- | ------- | ------- | -------- |
| 1      | Dreifaltigkeit | h°        | 3000 kg | 1680 mm | 1927     |
| 2      | Kilian         | dis′      | 1450 kg | 1330 mm | 1927     |
| 3      | Georg          | fis′      | 750 kg  | 1100 mm | 1927     |
| 4      | Michael        | gis′      | 550 kg  | 980 mm  | 1927     |